# Tagoropsis songeana
Tagoropsis songeana är en fjärilsart som beskrevs av Embrik Strand 1911. Tagoropsis songeana ingår i släktet Tagoropsis och familjen påfågelsspinnare. Inga underarter finns listade i Catalogue of Life.